# Левченко Катерина Борисівна
Катери́на Бори́сівна Ле́вченко (нар. 30 листопада 1966, місто Харків) — українська правозахисниця і політикиня. Народна депутатка України 5-го скликання. Докторка юридичних наук (з 2003), кандидатка філософських наук (з 1993), доцентка (з 1997). Екс-президент Міжнародного жіночого правозахисного центру «Ла Страда — Україна» (з 1997). Урядова уповноважена з питань гендерної політики в уряді Гройсмана.

## Життєпис
Батько Левченко Борис Олексійович (1931) — доктор технічних наук, академік АНВШУ, професор катедри загальної теплотехніки НТУ «ХПІ». Мати Євгенія Володимирівна (1939) — кандидатка філософських наук, доцентка.
З 1983 до 1988 року навчалась на економічному факультеті Харківського державного університету за фахом «Політекономія». Кандидатська дисертація «Проблема авторства в культурі» (1993). Докторська дисертація «Управління процесами формування гендерної політики в Україні (організаційно-правові аспекти)» (Національний університет внутрішніх справ, 2003). Володіє англійською мовою.
Захоплюється читанням, вишиванням та подорожами.

## Кар'єра
- Серпень 1983 — червень 1988 — студентка Харківського державного університету.
- Серпень 1988 — лютий 1990 — асистентка кафедри філософії та наукового комунізму, лютий 1990 — лютий 1993 — аспірантка, лютий — грудень 1993 — асистентка, грудень 1993 — серпень 1995 — старша викладачка кафедри філософії та соціології Харківського університету інженерів залізничного транспорту (Харківська державна академія залізничного транспорту).
- Вересень 1995 — вересень 1999 — доцентка кафедри філософії Харківського національного університету імені Василя Каразіна.
- З вересня 1999 — президент Міжнародного жіночого правозахисного центру «Ла Страда — Україна».
- Вересень 2004 — травень 2006 — радник Міністра внутрішніх справ України з прав людини та гендерних питань.

Членкиня Громадської ради з питань забезпечення прав людини при МВС України (з 2005). Голова ради Міжнародної асоціації «Ла Страда» (зареєстрована в Нідерландах) (з 2004). президент Громадської організації "Феміністська асоціація «Гуманітарна ініціатива» (1995–1998). Експертка Міжнародної організації праці та програми викорінення найгірших форм дитячої праці в питаннях запобігання торгівлі людьми та дітьми (з 2002). Експертка Міжнародної організації з питань міграції в питаннях запобігання торгівлі людьми (1997–2002). Член робочої групи з запобігання торгівлі людьми Конференції Європейських Церков та Всесвітньої Ради Церков (1999–2004). Експертка ЮНІФЕМ (жіночого фонду ООН) в питаннях гендерної політики та запобігання торгівлі жінками (з 2004).
У 2015 році була членкинею конкурсної комісії з відбору кандидатів на зайняття адміністративних посад у Спеціалізованій антикорупційній прокуратурі (за квотою Верховної Ради України).
Авторка понад 150 наукових і науково-методичних праць, зокрема монографій: «Автор та інтерпретатор: парасуб'єкт філософії та культури» (1995, співавторка), «Становище сільських жінок в Україні» (1998, співавторка), «Аналіз українського законодавства проти торгівлі людьми» (англійська), «Права жінок: зміст, стан, перспективи розвитку» (2002), «Гендерна політика в Україні: визначення, формування, управління» (2003), «Протизаконне насильство в органах внутрішніх справ України» (2004, співавторка), навчальних посібників: «Запобігання торгівлі людьми» (2001), «Предотвращение торговли людьми» (2003), «Запобігання торгівлі людьми та експлуатації дітей» (2004), «Система захисту дітей від жорсткого поводження» (2005, співавторка), «Соціальна профілактика торгівлі людьми» (2005, співавторка), «Механізми взаємодії державних структур та громадських організацій по захисту дітей від жорсткого поводження» (2005).

## Парламентська діяльність
Народна депутатка України 5-го скликання з 25 травня 2006 до 14 червня 2007 від Блоку «Наша Україна», № 35 в списку. На час виборів: радниця Міністра внутрішніх справ України з прав людини та гендерних питань, безпартійна. Член фракції Блоку «Наша Україна» (з 25 травня 2006). Член Комітету з питань законодавчого забезпечення правоохоронної діяльності (з 18 липня 2006). 14 червня 2007 достроково припинила свої повноваження під час масового складення мандатів депутатами-опозиціонерами з метою проведення позачергових виборів до Верховної Ради.
Вересень 2007 — кандидатка в народні депутат України від Блоку «Наша Україна — Народна самооборона», № 115 в списку. На час виборів: президент Міжнародного жіночого правозахисного центру «Ла Страда — Україна», безпартійна.

## Нагороди, державні ранги
- Почесна грамота Кабінету Міністрів України.
- Почесна грамота Верховної Ради України (2004).
- Знак МВС України «За заслуги» II (2004), I ступенів (2005).
- Почесний знак МВС України «Закон і честь».
- «За безпеку народу» II ступеня (2006, МВС України).
- Орден княгині Ольги III ст.
- Орден княгині Ольги II ст. — За значний особистий внесок у державне будівництво, соціально-економічний, науково-технічний, культурно-освітній розвиток Української держави, вагомі трудові досягнення, багаторічну сумлінну працю (2016).[6]
- Заслужений юрист України (8 жовтня 2021) — за вагомий особистий внесок у розбудову правової держави, багаторічну плідну працю та високий професіоналізм[7].